# Pero rosota
Pero rosota là một loài bướm đêm trong họ Geometridae.